# Giętkoząb malawijski
Giętkoząb malawijski (Synodontis njassae) – słodkowodna ryba z rodziny pierzastowąsowatych. Poławiana jako ryba akwariowa i lokalnie jako konsumpcyjna.

## Występowanie
Wody afrykańskiego jeziora Malawi.

## Rozmiary
Dorasta do 19 cm długości.

## Wygląd
Ciało o wrzecionowatym kształcie w kolorze szarobrązowym, nakrapiane ciemnobrązowymi lub czarnymi plamami. Liczba i wielkość plam różnią się – od niewielu dużych plam do dużej liczby drobnych plamek.

## Dymorfizm płciowy
Trudny do rozróżnienia. Samiec smuklejszy od samicy.

## Hodowla
Ryba stadna osiągająca wiek 6 lat. Prowadzi nocny tryb życia. W dzień stara się chować w roślinności oraz kryjówkach i rzadko można zobaczyć ją pływającą w otwartej toni. Akwarium powinno być duże i zawierać sporo kryjówek, gdzie ryby mogą się chować. Nie powinno też być silnie naświetlone.
Zalecana temperatura 23–26 °C, pH 7,5–8,5, twardość wody 20–30°n (woda twarda). Giętkozęby są wszystkożerne – zjadają zarówno pokarm płatkowany jak i żywy.

## Rozmnażanie
Giętkozęby składają ikrę, ale niewiele wiadomo na temat ich rozmnażania.